# Triphosphate de sodium
 (juin 2022).
La mise en forme du texte ne suit pas les recommandations de Wikipédia : il faut le « wikifier ».
Les points d'amélioration suivants sont les cas les plus fréquents. Le détail des points à revoir est peut-être précisé sur la page de discussion.
- Les titres sont pré-formatés par le logiciel. Ils ne sont ni en capitales, ni en gras.
- Le texte ne doit pas être écrit en capitales (les noms de famille non plus), ni en gras, ni en italique, ni en « petit »…
- Le gras n'est utilisé que pour surligner le titre de l'article dans l'introduction, une seule fois.
- L'italique est rarement utilisé : mots en langue étrangère, titres d'œuvres, noms de bateaux, etc.
- Les citations ne sont pas en italique mais en corps de texte normal. Elles sont entourées par des guillemets français : « et ».
- Les listes à puces sont à éviter, des paragraphes rédigés étant largement préférés. Les tableaux sont à réserver à la présentation de données structurées (résultats, etc.).
- Les appels de note de bas de page (petits chiffres en exposant, introduits par l'outil «  Source ») sont à placer entre la fin de phrase et le point final[comme ça].
- Les liens internes (vers d'autres articles de Wikipédia) sont à choisir avec parcimonie. Créez des liens vers des articles approfondissant le sujet. Les termes génériques sans rapport avec le sujet sont à éviter, ainsi que les répétitions de liens vers un même terme.
- Les liens externes sont à placer uniquement dans une section « Liens externes », à la fin de l'article. Ces liens sont à choisir avec parcimonie suivant les règles définies. Si un lien sert de source à l'article, son insertion dans le texte est à faire par les notes de bas de page.
- La présentation des références doit suivre les conventions bibliographiques. Il est recommandé d'utiliser les modèles {{Ouvrage}}, {{Chapitre}}, {{Article}}, {{Lien web}} et/ou {{Bibliographie}}. Le mode d'édition visuel peut mettre en forme automatiquement les références.
- Insérer une infobox (cadre d'informations à droite) n'est pas obligatoire pour parachever la mise en page.

Pour une aide détaillée, merci de consulter Aide:Wikification.
Si vous pensez que ces points ont été résolus, vous pouvez retirer ce bandeau et améliorer la mise en forme d'un autre article.
Ne doit pas être confondu avec Phosphate trisodique.
Le triphosphate de sodium (STP), également appelé tripolyphosphate de sodium (STPP), est un composé inorganique de formule Na5P3O10. C'est le sel de sodium du polyphosphate penta-anion, qui est la base conjuguée de l'acide triphosphorique. Il est produit à grande échelle comme composant de nombreux produits domestiques et industriels, en particulier les détergents. Des problèmes environnementaux associés à l'eutrophisation sont attribués à son utilisation répandue.

## Préparation et propriétés
Le tripolyphosphate de sodium est produit en chauffant un mélange stœchiométrique de phosphate disodique (Na2HPO4) et de phosphate monosodique (NaH2PO4), dans des conditions contrôlées.
2 Na2HPO4 + NaH2PO4 → Na5P3O10 + 2 H2O
Environ 2 millions de tonnes sont produites annuellement.
Le STPP est un sel incolore, qui existe à la fois sous forme anhydre et sous forme hexahydratée. L'anion peut être décrit comme la chaîne pentanionique [O3POP(O)2OPO3] 5−,. De nombreux di-, tri- et polyphosphates apparentés sont connus, y compris le triphosphate cyclique P3O93− . Il se lie fortement aux cations métalliques en tant qu'agent chélateur bidenté et tridenté .

Chélation d'un cation métallique par le triphosphate.

## Usages

### Détergents
La majorité du STPP est consommée en tant que composant de détergents commerciaux. Il sert de «constructeur», jargon industriel pour un adoucisseur d'eau. Dans l'eau dure (eau qui contient de fortes concentrations de Mg 2+ et/ou de Ca 2+ ), les détergents sont désactivés. Étant un agent chélatant hautement chargé, le TPP 5− se lie fortement aux dications et les empêche d'interférer avec le détergent à base de sulfonate.

### Aliments
Le STPP est un conservateur pour les fruits de mer, les viandes, la volaille et les aliments pour animaux. Il est courant dans la production alimentaire sous le numéro E E451 . Dans les aliments, le STPP est utilisé comme émulsifiant et pour retenir l'humidité. De nombreux gouvernements réglementent les quantités autorisées dans les aliments, car il peut augmenter considérablement le poids de vente des fruits de mer. La Food and Drug Administration des États-Unis répertorie le STPP comme étant généralement reconnu comme sûr.

### Autre
D'autres utilisations incluent la céramique (pour diminuer la viscosité des émaux jusqu'à une certaine limite), le tannage du cuir (comme agent masquant et agent de tannage synthétique - SYNTAN), les anti- agglomérants, les retardateurs de prise, les retardateurs de flamme, le papier, pigments anticorrosion, textiles, fabrication de caoutchouc, fermentation, antigel. Le TPP est utilisé comme agent de réticulation polyanionique dans l'administration de médicaments à base de polysaccharides ainsi que dans le dentifrice,,,,,,.

## Effets sur la santé
Une concentration élevée de phosphate sérique a été identifiée comme un facteur prédictif d'événements cardiovasculaires et de mortalité. Alors que le phosphate est présent dans le corps et les aliments sous des formes organiques, les formes inorganiques de phosphate telles que le triphosphate de sodium sont facilement adsorbées et peuvent entraîner des niveaux élevés de phosphate dans le sérum. Les sels d'anions polyphosphates sont modérément irritants pour la peau et les muqueuses car ils sont légèrement alcalins.

## Effets environnementaux
Parce qu'il est très soluble dans l'eau, le STPP n'est pas éliminé de manière significative par le traitement des eaux usées. Le STPP s'hydrolyse en phosphate, qui est assimilé au cycle naturel du phosphore. Les détergents contenant du phosphore contribuent à l'eutrophisation de nombreuses eaux douces.

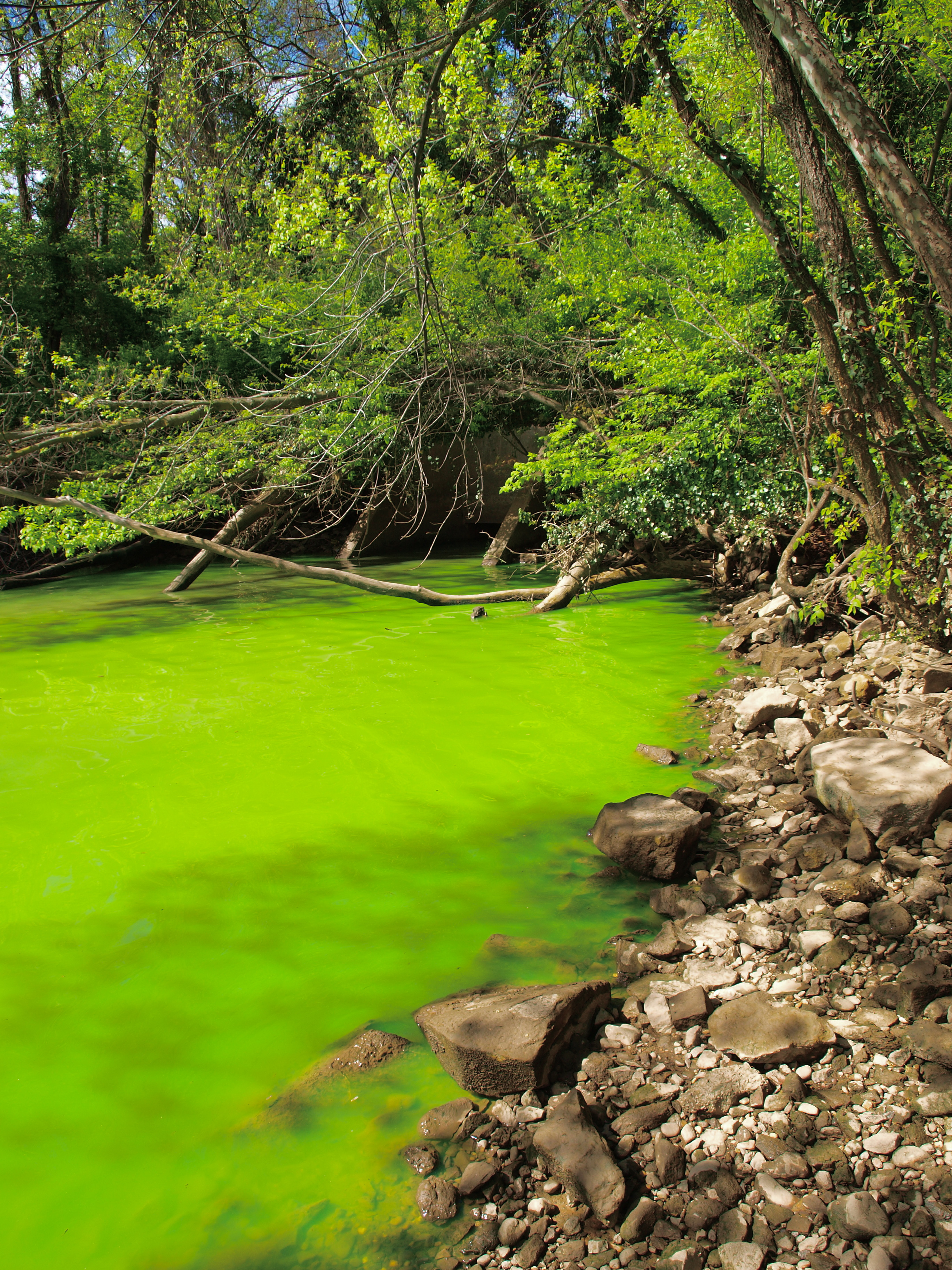
L'eutrophisation de la rivière Potomac, causée par le ruissellement des phosphates, est mise en évidence par la floraison vert vif des algues.